# 国鉄ワム70000形貨車
国鉄ワム70000形貨車（こくてつワム70000がたかしゃ）は、日本国有鉄道（国鉄）が1958年（昭和33年）から製作した 15 t 積の貨車（有蓋車）である。

## 概要
国鉄が従前より運用してきた、ワム90000形をはじめとする2軸有蓋車の仕様を再検討し、輸送体系の近代化に対応した設計・工法を採り入れて開発された形式である。1958年（昭和33年）から1960年（昭和35年）にかけて5,710両（ワム70000 - ワム75709）が製作された。
フォークリフトなど荷役機械を容易に使用可能な構造で製作され、当初は急行車扱列車をはじめとする専属運用に多用された。後年には他の貨車とともに一般の貨物列車に汎用的に使用されたが、1984年（昭和59年）2月のヤード継送方式全廃で使用が停止され、1987年（昭和62年）のJR移行までに全車が除籍されている。

## 仕様・構造
積載荷重 15 t の2軸有蓋車で、荷役方式・組立工法を考慮した種々の改良がなされた車両である。1957年（昭和32年）に製作されたパレット荷役対応試作車ワム80000形（初代、後の初代ワム89000形）の試用成績も一部に採用している。
車体は外部構造をすべて鋼板で構成する全鋼製で、妻面ならびに側扉はプレス加工鋼板を用いて強度を確保しつつ軽量化を図っている。屋根は中央部を山型形状に高くした角屋根で、屋根上には7本のプレス加工鋼材製「垂木」が車幅方向に設置される。側扉は中央で2分割された両開き扉で、開口幅はワム90000形の 1,700 mm から 2,300 mm に拡大された。これはフォークリフトなどを用いる機械荷役に対応した仕様である。床面・内張りは従来車と同様の木張りで、床面積は 15.9 m2、内容積は 38.1 m3、 自重は約 10 t である。
組立工法は妻・屋根・側構などを個別に溶接加工の後、加工済の各部材を接合して車体を完成させるブロック組立方式が採用された。これは工数の最適化を企図し量産を容易にするための施策で、各部材はリベットで接合される。車体外部塗色は黒色である。
台枠は初代ワム80000形で試みられた新仕様を採用せず、中梁・側梁上に設けた「長土台受」「長土台」で車体を支持する従来の構造が採用された。開口部の床構造は荷役機械の室内乗り入れを想定し、補強部材を入口部に追加して強化された。車軸を支持する軸箱守・ばね吊受は共に側梁に取り付けられる。軸距は 3,900 mm で、軸受は平軸受、軸ばね（重ね板ばね）の支持機構は二段リンク式である。
ブレーキ装置は、補助空気溜 ならびに ブレーキシリンダと制御弁（K 三動弁）とを一体化した KC 形自動空気ブレーキを搭載する。これはワム90000形と概ね同一の仕様のもので、部品の互換性に配慮している。留置ブレーキは片側の側面に足踏み式のブレーキテコを設ける。最高速度は 75 km/h である。
製作年次による仕様の差異は、1959年度本予算以降の製作車両（ワム71410 - ）において屋根の垂木形状や側扉のストッパーを変更した点が顕著なものである。

## 運用の変遷
製作当初、パレット荷役可能な品目の輸送需要が多い区間に集中して充当され、各車には運用区間と継走列車を指定する「専用運用」の標記がなされた。最高速度 75 km/h で運用可能な走行性能を活用し、1959年（昭和34年）9月から「急行車扱列車」に専用された車両も一部に存在した。急行車扱専用車は東海道本線・北陸本線の各区間で専用運用が組まれ、車体側面中位に100 mm 幅の黄かん色帯2本を表示し、側扉部に同色の「急行」の標記を付して識別した。
本形式の増備が進み所要数に余裕が生じたことで全車を対象とする専用運用は後年に解除され、急行車扱列車の運用は1961年（昭和36年）に後続形式ワム60000形の増備によって大多数が置き換えられた。急行車扱列車への充当自体は存続したが、以後は共通運用車として他の有蓋車とともに一般の貨物列車に使用されることとなった。
国鉄工場に常備され、配給車として部品配送に使用された車両も一部に存在した。当該車両は車体に白色の帯を表示し、常備工場名と「配給車代用」の標記が付された。
国鉄末期、効率化の要請から貨物輸送体系の転換が企図された。これは全国各地の貨物取扱駅を1両単位で発着する貨車を操車場を介して列車間を継走させる「ヤード集結形輸送」を廃し、取扱駅を限定・集約したうえで発着駅を直接連絡する「拠点間直行方式」に改組するものであったが、実施にあっては大量の不要車両が発生することとなった。
この施策が実施に移された1984年2月1日国鉄ダイヤ改正において、本形式はワム60000形・ワラ1形・トラ55000形などの形式とともに使用停止の措置が採られた。本形式は他の余剰車両とともに、機能を停止した操車場などの構内に留置の後、逐次廃車された。1987年（昭和62年）の国鉄分割民営化までに全車が廃車され、JR各社に承継された車両はない。